# Esgrima em cadeira de rodas nos Jogos Paralímpicos de Verão de 2008
O torneio de Esgrima em cadeira de rodas nos Jogos Paraolímpicos de Verão de 2008 será disputado entre 14 de setembro e 17 de setembro. As competições serão realizadas no Centro de Convenções do Olympic Green, em Pequim, na China.

## Eventos
Devido à classificação, existem 2 medalhas em cada evento para as seguintes categorias:
- Espada individual masculino
- Florete individual masculino
- Sabre individual masculino
- Espada individual masculino
- Florete individual masculino

## Medalhistas
| Ordem | País | Medalha de ouro | Medalha de prata | Medalha de bronze |  |
| ----- | ---- | --------------- | ---------------- | ----------------- |  |